# لتيمر (باكينجهامشير)
لتيمر (بالإنجليزية: Latimer, Buckinghamshire)‏ هي قرية و أبرشية مدنية تقع في المملكة المتحدة في إنجلترا.  يقدر عدد سكانها بـ 977 نسمة .